# Grady Lewis
Grady W. Lewis (ur. 25 marca 1917 w Boyd, zm. 11 marca 2009 w Peoria) – amerykański koszykarz występujący na pozycjach silnego skrzydłowego oraz środkowego, mistrz BAA z 1948, po zakończeniu kariery zawodniczej – trener koszykarski.

## Osiągnięcia
AAU
- Mistrz AAU (1940)
- Wicemistrz AAU (1939, 1942)
- Debiutant roku AAU (1937)
- Zaliczony do I składu AAU (1940)
- Uczestnik AAU All-Star (3x)

NBA
- Mistrz BAA (1948)[1]

Inne
- Laureat:
  - John Bunn Award (1986)
  - Clifford Wells Appreciation Award (1977)
- Wybrany do Galerii Sław Sportu:
  - NAIA National Hall of Fame (1975)
  - uczelni Southwestern Oklahoma State (1970)[2]